# 仁井谷正充
仁井谷 正充（にいたに まさみつ、1950年2月10日 - ）は、日本の実業家、ゲームクリエイター。広島県三原市出身。
ペンネームは『MOO仁井谷』。本人曰く、『MOO』は諸行無常の「無」から取っているとのこと。
コンパイル丸創業者で社長。『ぷよぷよ』を開発したコンパイル創業者で代表取締役社長、アイキ代表取締役社長を歴任した。

## 経歴・人物
三原市立三原小学校、三原第三中学校、広島県立三原高校を経て、広島大学理学部に7年間在籍のち1975年中退。大学時代は学生運動に没頭した。学習塾の経営や広島電鉄の車掌など職を転々したのち1982年、広島市南区大須賀町にコンパイルを設立。一人でパソコンのシステムソフトの開発を始め、2年目にセガのOEMの仕事を得る。初めて開発したゲーム用ソフト『N-SUB』が好評で、ビリヤードゲーム『ルナーボール』などヒット作を連発した。
1991年、創業9年目に開発した『ぷよぷよ』が後に大ヒットを果たす。この頃には自らイベントやメディアへたびたび出演、ぷよぷよ模様をあしらったコスプレ衣装などでも話題を呼んだ。1996年1月には写真週刊誌「FLASH」に“アルプスの少女姿”で営業する写真が掲載されるなど、ゲーム業界の名物社長として有名となった。
しかし、その後コンパイルは『ぷよぷよ』に次ぐヒット作が出せなかったことに加え、鳴り物入りで発売されたグループウェア『パワーアクティ』が売れずに失敗。また海浜幕張地区への「ぷよぷよランド」建設構想に、社員の大量採用による人件費・不動産費の増大や過大な宣伝費用の投入など、仁井谷の経営ミスにより経営が圧迫し、1998年に75億円の負債を抱え倒産（和議申請）。その後も倒産を題材に『傷心〜きずごころ』でCDデビューも果たすなど話題にはこと欠かなかった。
2002年にはコンパイル二度目の倒産（破産宣告を受ける）。翌年、再建は断念し、有限会社アイキに権利を譲渡すると、コンパイルは解散した。仁井谷自身も約90億円の借金を抱えており、自己破産した。
その後、2002年より有限会社アイキの代表取締役社長に就任するが、2005年よりゲームコンテンツの知的財産権をD4エンタープライズへ譲渡し、2006年に千葉地方裁判所より破産手続開始、2007年に破産廃止となっている。
また、デジタルエンタテインメントアカデミー、代々木アニメーション学院にて講師を務めていた事がある。しかし、2009年にデジタルエンタテインメントアカデミーは閉校、代々木アニメーション学院の講師も同時期に退任。
2006年、元データイースト社員の桑名真吾によって、アイディアファクトリー株式会社の関連子会社としてコンパイルを社名に冠したコンパイルハートが設立され、仁井谷が開発の監修を行う『のーみそコネコネパズル たころん（発表当時の仮題）』が発表された。しかし、同年内にコンパイルハートから仁井谷との関係解消が発表され、同作も『のーコネパズル たころん』へと改題された。
これ以降、仁井谷は業界の表舞台から去っていたが、2011年2月頃からTwitterを始め、旧来のファンに向けて「MOOのツイッター教室」と題したつぶやきを展開するなど、公での活動を再開した。しかし、「MOOのツイッター教室」は2011年4月2日をもって程なく終了している。
2011年4月13日19:00 - 20:00、ネットTV番組『オトナコドモラボ』に出演。
2015年10月22日、テレビ東京「ヨソで言わんとい亭」に出演。2015年現在、千葉県内の家賃5万円、2DKのアパートに住み、アルバイトで生計を立てながら一人でニンテンドー3DS用のゲームソフト『にょきにょき たびだち編』の開発に取り掛かっていることを明かす。
2016年4月には、同作を発売するための法人として「コンパイル○」（登記上の社名は「コンパイル丸株式会社」）を設立し、代表取締役社長に就任。
同年7月に開催されたBitSummit 4thに同作を出展、自社ブースで姿を見せた。同年11月16日、かねてより開発を進めていた『にょきにょき たびだち編』の配信を開始する。『にょきにょき』のPRを兼ねて広報担当のアイドルユニット「にょきにょき24」のメンバーである「みちゃき」と共に漫才コンビ「たにんどん」を結成してM-1グランプリ2017に出場し、ナイスアマチュア賞受賞。
この「にょきにょき」の発売イベントは、2017年12月5日放送の「マジか!その後の人生天才10人今を大追跡スペシャル」（テレビ東京）で報じられた。

## シングル
- 『傷心〜きずごころ』（テイチクエンタテインメント、1999年5月21日発売） - デビューシングル

1. 傷心
  - 作詞：仁井谷正充、作曲・編曲：田中勝己
2. 傷心（カラオケ）
3. 傷心（一般用メロ入りカラオケ）
4. ゲームしようよ!
  - 作詞：仁井谷正充、作曲・編曲：田中勝己
5. 茜色の時刻
  - 作詞：仁井谷正充、作曲・編曲：田中勝己

「傷心」は当時発売が予定されていた自社ゲーム『少女R』の主題歌として発表されたが、同作は後に開発中止となった。その後、「傷心」と「ゲームしようよ!」は、自社ゲーム『ぷよぷよDA! -featuring ELLENA System-』のシステムBGMとしても使用されている。

## その他CDの出演
- 『大打撃』（1994年12月3日、コンパイル）
  - 「hip-house classics [bound for the Moo Moo land’94]」

原曲は『魔導物語音楽館』収録曲「ヒップハウス・コンパイル」だが、仁井谷の声がサンプリングとして加えられている。後に音楽ゲーム『ぷよぷよDA!』にもこちらのバージョンを元にしたものが「Hip House Compile Classix'95」としてアレンジ収録。
- 『ぷよぷよ DX. Complete Best Album 1』（1998年7月23日、テイチク）
  - 「ずっと/そばに/いるよ」

仁井谷がリードボーカルを務めたバージョン。原曲とは一部歌詞が異なる。
  - 「MOO社長・衝撃のコメント」

仁井谷によるトーク。
- 『ぷよぷよ通 DX. Complete Best Album 2』（1998年9月23日、テイチク）
  - 「ぷ.よ.ぷ.よ.」

田中勝己のアルバム「ぷよマン」収録の物とは異なるバージョン。
- 『ぷよぷよSUN DX. Complete Best Album 3』（1998年11月21日、テイチク）
  - 「傷心」

シングル版とは異なるバージョンで、一部歌詞が異なる。

## 自社ゲームでの出演

### 声の出演
自社ゲームにて声優としても出演していた。
- ぷよぷよ通（セガサターン版のみ） - カーバンクル 役
- ぷよぷよSUN（アーケード版ほか複数機種[9]） - サタン 役

### ゲームキャラクター
- 『す〜ぱ〜なぞぷよ通 ルルーの鉄腕繁盛記』（スーパーファミコン） - キャンペーン企画の隠しキャラクター「MOO仁井谷」として登場
- 『戦え!!北出マン』（Windows 95 / ディスクステーション Vol.17・18収録） - ゲーム内に登場する同名の会社「コンパイル」の社長「MOO仁井谷」として登場

## その他出演

### テレビ
- 朝まであらびき団スペシャル あら-1グランプリ2017（2017年12月29日、TBS）[10] - みちゃきと共にお笑いコンビ「たにんどん」として出演

### ウェブテレビ
- バラエティ開拓バラエティ日村がゆく（2017年12月、AbemaTV）♯34 - みちゃきと共にお笑いコンビ「たにんどん」として出演[11][12]